# Kabinett René I

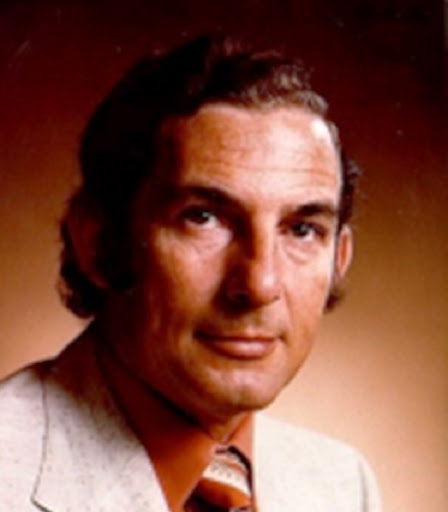
France-Albert René war zwischen 1977 und 2004 Präsident der Seychellen.

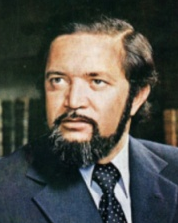
Präsident James Mancham wurde am 4. Juni 1977 von Premierminister France-Albert René gestürzt.

Das Kabinett René I wurde am 4. Juni 1977 auf den Seychellen von France-Albert René von der Einheitspartei des seychellischen Volkes SPUP (Seychelles People’s United Party) gebildet. Nach der Unabhängigkeit der Seychellen am 29. Juni 1976 wurde René Premierminister unter Präsident James Mancham von der Sozialdemokratischen Partei SDP (Seychelles Democratic Party). Während eines Auslandsaufenthalts von Mancham wird dieser bei einem Putsch von Anhängern der SPUP abgesetzt und France-Albert René daraufhin selbst Präsident. Das Kabinett René I löste somit das Kabinett Mancham ab und war bis zum 27. Juni 1979 im Amt. Daraufhin wurde das Kabinett René II gebildet.
Nach Aufdeckung eines Komplotts wurde am 9. Juni 1978 die Seychelles People’s United Party in Fortschrittsfront des seychellischen Volkes SPPF (Seychelles People’s Progressive Front/Front Progressiste du Peuple Seychellois) umbenannt und zur einzigen Partei erklärt. Am 5. Juni 1979 wurde eine neue Verfassung verabschiedet, die die Seychellen zum Einparteienstaat proklamiert.

## Kabinettsmitglieder
Dem Kabinett René I gehörten zwischen dem 4. Juni 1977 und dem 27. Juni 1979 folgende Mitglieder an:
| Amt | Amtsinhaber        | Anmerkung / Amtszeit         |
| --- | ------------------ | ---------------------------- |
| Präsident | France-Albert René | 4. Juni 1977 – 27. Juni 1979 |
| Landwirtschaftsminister Juni 1978: Minister für wirtschaftliche Entwicklung, Planung und Wohnungsbau September 1978: Minister für Entwicklung und Planung | Dr. Maxime Ferrari | Juni 1977 – Juni 1979        |
| Minister für Bildung und Kultur | Jacques Hodoul     | Juni 1977 – Juni 1979        |
| Minister für Auswärtiges und Tourismus | Guy Sinon          | Juni 1977 – Juni 1979        |
| Minister für Arbeit und Gesundheit August 1977: Minister für Arbeit, Gesundheit und Wohlfahrt Mai 1979: Minister für Arbeit und Wohlfahrt                 | Matthew Servina    | Juni 1977 – Juni 1979        |
| Minister für öffentliche Arbeiten August 1977: Minister für öffentliche Arbeiten und Häfen September 1978: Transportminister                              | Philibert Loizeau  | Juni 1977 – Juni 1979        |
| Staatsminister für Verwaltung und Information August 1977: Minister für Verwaltung und Information                                                        | James Alix Michel  | Juni 1977 – Juni 1979        |
| Staatsminister für Inneres August 1977: Innenminister | Ogilvie Berlouis   | Juni 1977 – Juni 1979        |

## Hintergrundliteratur
- Seychellen seit 1948, in: Der große Ploetz. Die Enzyklopädie der Weltgeschichte. Vandenhoeck & Ruprecht, Göttingen 2008, ISBN 978-3-525-32008-2, S. 1931 f.